# Frederik Willem van Sleeswijk-Holstein-Sonderburg-Beck
Frederik Willem I van Sleeswijk-Holstein-Sonderburg-Beck (2 mei 1682 - Francavilla, 26 juni 1719) was van 1689 tot aan zijn dood hertog van Sleeswijk-Holstein-Sonderburg-Beck. 

## Levensloop
Frederik Willem was de zoon van hertog August van Sleeswijk-Holstein-Sonderburg-Beck en diens echtgenote Hedwig Louise, dochter van graaf Filips I van Lippe-Alverdissen. In 1689 volgde hij zijn vader op als hertog van Sleeswijk-Holstein-Sonderburg-Beck. 
Hij bekeerde zich tot het rooms-katholicisme en werd veldmaarschalk in het Keizerlijk Leger van het Heilige Roomse Rijk. In 1719 bezweek Frederik Willem aan de verwondingen die had opgelopen in de Slag bij Francavilla op Sicilië tijdens de Oorlog van de Quadruple Alliantie.
Omdat hij geen mannelijke nakomelingen had, werd hij als hertog van Sleeswijk-Holstein-Sonderburg-Beck opgevolgd door zijn oom Frederik Lodewijk. De stamresidentie in Beck verkocht Frederik Willem aan zijn neef Frederik Willem II, de zoon van Frederik Lodewijk.

## Huwelijk en nakomelingen
Frederik Willem I huwde in 1708 met Maria Antonia Josepha (1692-1762), dochter van Frans Anton Maximiliaan Emmanuel Isnardi di Castello, markies van Caraglio en graaf van Sanfré. Ze kregen twee dochters:
- Maria Anna Leopoldina (1717-1789), huwde in 1735 met de Portugese edelman Manuel de Sousa e Calharis
- Johanna Amalia (1719-1774), huwde met graaf Emanuel Silva-Tarouca